# Lotten von Gegerfelt
Anna Charlotta (Lotten) Maria Aurora von Gegerfelt, född 14 juni 1834 i Göteborg, död 22 maj 1915 i Charlottenbergs municipalsamhälle i Eda socken, var en svensk genre- och porträttmålare.
Hon var dotter till kommendören Georg Samuel von Gegerfelt och Eva Fredrika Ehrenstam. Hon gifte sig 1862 med sin kusin, sjökapten Georg Adolf von Gegerfelt, i Göteborg, efter vilken hon blev änka 1887. Senare var hon bosatt i Vara, Skara och Kalmar innan hon de sista månaderna i livet bodde hos sonen Georg som vid den tiden var apotekare i Charlottenberg i Värmland. Hon var farmor till skådespelaren Eric von Gegerfelt och farfars mor till konstnären Gunnar von Gegerfelt. Landskapsmålaren och etsaren Wilhelm von Gegerfelt var son till en syssling till Lotten.
von Gegerfelt var elev till Johan Gustaf Köhler i Stockholm och till Geskel Saloman, Gustaf Brusewitz och Fredrik Wohlfart i Göteborg. Hon målade porträtt och landskap samt genrescener i den tidens smak. Hon ställde huvudsakligen ut sina verk i Göteborg där hon även från 1884 drev en elevskola i måleri.  
Bland von Gegerfelts verk märks I morgonstund (1881), Hvad heter han? (1883), Porträtt af grosshandlare Th. Trankell (1878, på beställning av Sjömannasällskapet), Kapten Palander, planterande korset på en klippa i Ishafvet (endast porträttet, övriga tavlan av Carl Adelsköld, 1880, Göta Coldinuordens lokal i Göteborg) och Kamrer W. Berg (1881). Hon är representerad vid bland annat Göteborgs stadsmuseum, Bohusläns museum, Västergötlands museum, och Värmlands Museum.
Lotten von Gegerfelt är begravd på Östra kyrkogården i Göteborg.

## Verk i urval

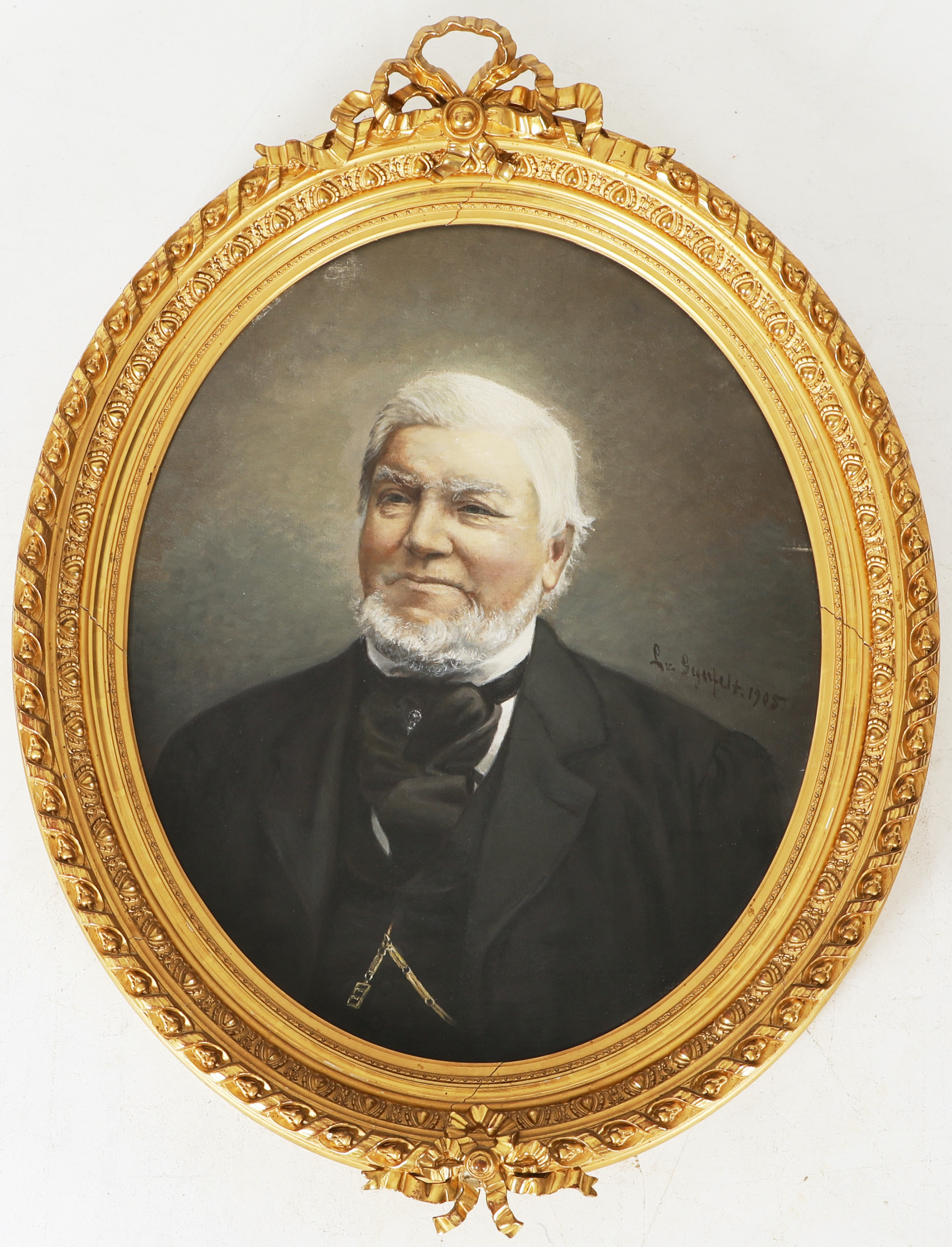
Skeppsredaren Axel Broström, avporträtterad 1905.
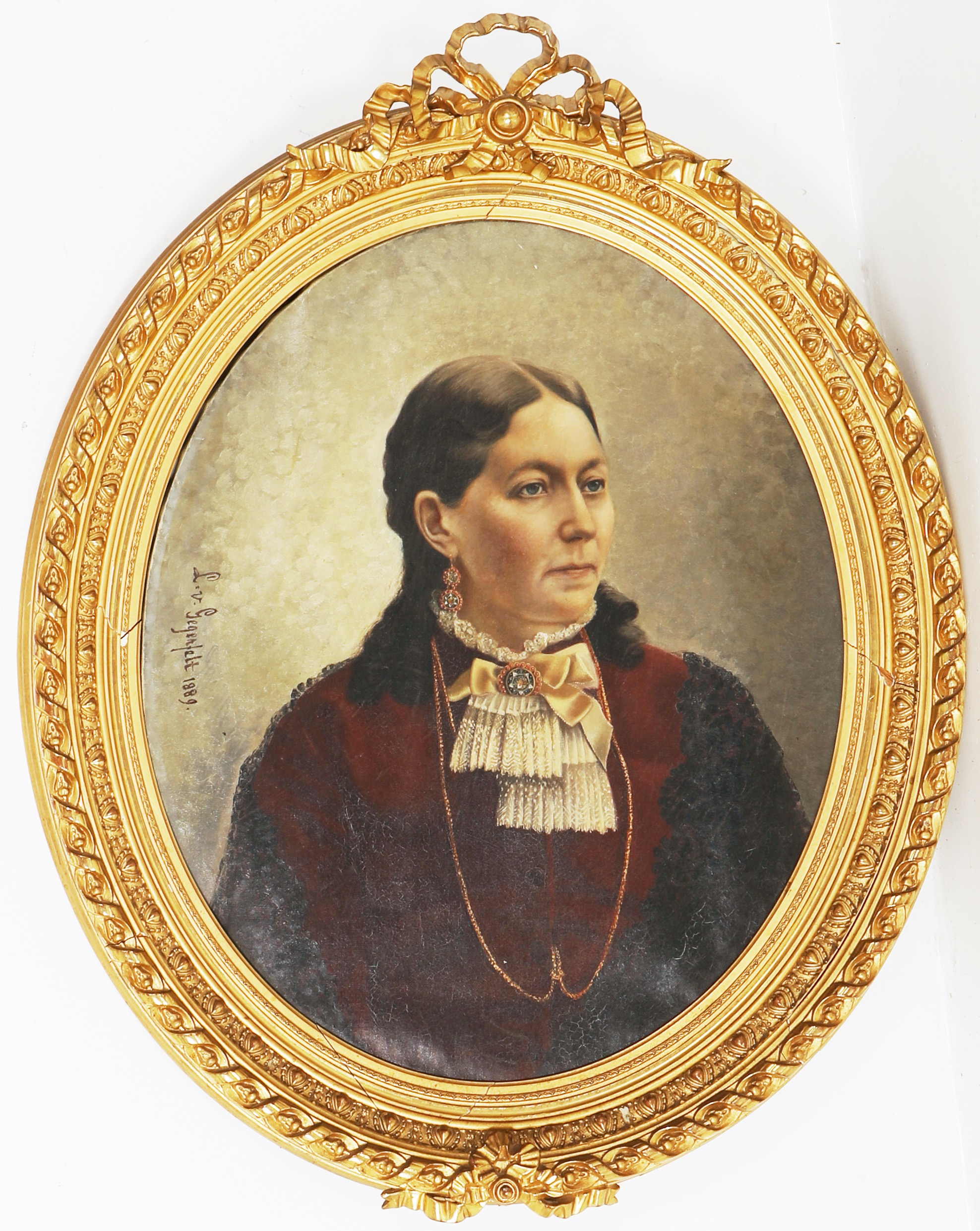
Matilda Broström (1843-1919), gift med Axel Broström, avporträtterad 1889.